# Брут (Призрен)
Брут (алб. Brrut) је насељено место у општини Призрен на Косову и Метохији. Према попису становништва из 2011. у насељу је живело 1.164 становника.

## Положај
По законима привремених институција Косова ово насеље је у саставу општине Драгаш. Атар насеља се налази на територији катастарске општине Брут површине 842 ha.

## Историја
На месту Вакуф сачувано је старо српско гробље са срушеном црквом, што показује да је Брут некад било српско село.

## Становништво
Према попису из 2011. године, Брут има следећи етнички састав становништва:
| Националност | 2011.          |
| Албанци      | 1.161 (99,74%) |
| недоступно   | 3 (0,26%)      |
| Укупно       | 1.164          |

| Демографија | Демографија | Демографија |
| Година      | Становника  | Становника  |
| ----------- | ----------- | ----------- |
| 1948.       | 596         |             |
| 1953.       | 584         |             |
| 1961.       | 575         |             |
| 1971.       | 798         |             |
| 1981.       | 1.097       |             |
| 1991.       | 1.319       |             |
| 2011.       | 1.164       |             |